# Mohammed Said El Ammouri
Mohammed Said El Ammouri (29 juni 1977) is een Marokkaans wielrenner. Hij werd in 2010 Marokkaans kampioen op de weg bij de elite en eindigde als vijfde in het eindklassement van de UCI Africa Tour. Datzelfde jaar werd hij tevens geselecteerd voor de Marokkaanse selectie die deelnam aan het wereldkampioenschap wielrennen, en nam deel aan een ontsnapping met vier anderen.

## Belangrijkste overwinningen
2009
- 5e etappe Ronde van Eritrea

2010
- Beste Afrikaan Ronde van Gabon
- Marokkaans kampioen op de weg, Elite
- 2e etappe Ronde van Mali
- Challenge du Prince - Trophée de l'Anniversaire
- 2e etappe Tour des Aéroports

## Grote rondes
Geen